# (7038) Tokorozawa
(7038) Tokorozawa est un astéroïde de la ceinture principale.

## Description
(7038) Tokorozawa est un astéroïde de la ceinture principale. Il fut découvert le 22 février 1995 à Chichibu par Naoto Satō et Takeshi Urata. Il présente une orbite caractérisée par un demi-grand axe de 3,20 UA, une excentricité de 0,17 et une inclinaison de 0,5° par rapport à l'écliptique.

## Compléments